# Вечная память
Ве́чная па́мять (через церк.-слав. вѣ́чнаѧ па́мѧть, от греч. αἰωνία ἡ μνήμη) — православное песнопение, используемое в богослужении для торжественного поминовения усопших.

## Описание
Изначально выражение использовалось как для прославления живых или умерших выдающихся лиц. Возникновение такой практики относят к эллинистическому периоду. В христианстве выражение использовалось в том же значении, но уже применительно к усопшим. Первоначально это касалось церковных деятелей (например, в Деяниях Халкидонского собора 451 года возглашается «Вечная память Кириллу!»), а затем и императоров (например, в чине Торжества православия).
В более поздней практике «Вечная память» стала последованием панихиды по любым усопшим. Оно трижды поётся по следующей схеме:
| Диакон | Хор                                          |
| --- | -------------------------------------------- |
| Во блаже́нном успе́нии ве́чный поко́й пода́ждь, Го́споди, усо́пшим рабо́м твои́м (имярек) и сотвори́ им ве́чную па́мять! | Ве́чная па́мять! Ве́чная па́мять! Ве́чная па́мять! |

Во время провозглашения «вечной памяти» принято совершать три удара в колокол. В богослужебной практике «вечная память» обычно поётся после заупокойных последований и ей обычно предшествует панихидное возглашение.
«Вечная память», являясь заупокойным богослужебным текстом, не поётся в честь святых. Во время церемонии канонизации святого усопшему в последний раз возглашают «вечную память», а затем поют ему величание, как новопрославленному святому. Исключение в виде возглашение «вечной памяти» в её изначальном смысле сохранилось лишь в ряде богослужебных текстов, например, в службе равноапостольным Константину и Елене или в Чине Торжества православия.
На заупокойной литии в Великий пост это песнопение троекратно поётся в несколько изменённом виде:

Ве́чная ва́ша па́мять, достоблаже́ннии отцы́, бра́тия и се́стры на́ша, приснопомина́емии!

В Католической церкви существует схожее песнопение для поминовения усопших Requiem Æternam. От его первого слова заупокойная месса получила название «реквиема».